# Sini (ort)
Sini är en ort i Indien.   Den ligger i distriktet Saraikela och delstaten Jharkhand, i den östra delen av landet, 1 100 km sydost om huvudstaden New Delhi. Sini ligger 183 meter över havet och antalet invånare är 6 375.
Terrängen runt Sini är huvudsakligen platt, men norrut är den kuperad. Runt Sini är det tätbefolkat, med 308 invånare per kvadratkilometer. Närmaste större samhälle är Seraikela, 10,5 km söder om Sini. I omgivningarna runt Sini växer huvudsakligen savannskog.